# Opisthoscelis subrotunda
Opisthoscelis subrotunda är en insektsart som beskrevs av Schrader 1863. Opisthoscelis subrotunda ingår i släktet Opisthoscelis och familjen filtsköldlöss. Inga underarter finns listade i Catalogue of Life.